# Hilda Misurová-Diasová
Hilda Misurová-Diasová (12. února 1940 Bratislava – 18. června 2019 Praha) byla česká fotografka.

## Životopis
Narodila se v roce 1940 v Bratislavě, studovala na Střední škole umění a designu v Brně a poté pokračovala na pražskou Filmovou a televizní fakultu. Tu dokončila v roce 1966. Věnovala se černobílé fotografii, zejména zobrazení ženskosti, ženské problematice a ženským aktům, fotografovala i reportáže a známé osobnosti. Její fotografie byly publikovány v časopisech Mladý svět, Vlasta, Žena a móda. První samostatnou výstavu měla v Kabinetu fotografie Jaromíra Funka v Brně, následovaly kolektivní výstavy v Praze, Brně, Chebu i Bratislavě. Její dílo je ve sbírce Uměleckoprůmyslového muzea v Praze.
Jejím manželem byl fotograf Pavel Dias. Byla matkou dvou synů. Starší Pavel (1961–1979) zemřel jako mladý na akutní leukemii. Druhý syn Marek (* 1964) působí jako keramik a arteterapeut v Českém Krumlově a Besednici.
Hilda Diasová zemřela v roce 2019 v Praze. Urna s ostatky je uložena v rodinném hrobě na hřbitově v Brně-Tuřanech, sk. 4, hrob 255-256.